# Galério
Galério (Sérdica, c. 258 — Sérdica, maio de 311) foi o imperador romano de 305 a 311. Com a reorganização política chamada tetrarquia, promovida por Diocleciano, Galério foi nomeado césar, com a atribuição de administrar as províncias balcânicas, com capital em Sirmio (atual Sremska Mitrovica).[carece de fontes?]
Com a abdicação de Diocleciano em 305, que forçou o outro augusto, Maximiano, a abdicar, os dois césares, Constâncio Cloro e Galério, foram elevados à posição de augustos. Como novos césares, foram eleitos Valério Severo e Maximino Daia.
Quinze meses após receber a púrpura imperial, Constâncio Cloro morreu, e seu filho Constantino (mais tarde cognominado o Grande) foi saudado pelo exército de Iorque como augusto e imperador. Galério pretendia se tornar imperador único após a morte de Constâncio, mas após receber notícias da eleição de Constantino, foi obrigado a dar a Constantino o título de césar, e elevar Severo como augusto, com o controle da província da Itália.
Magêncio, filho do velho Maximiano, iniciou a revolta em Roma, e Valério Severo teve que se refugiar em Ravena, onde é forçado a se suicidar. Maximiano, que estava infeliz com a obscuridade após sua abdicação, visitou Constantino e celebrou o casamento deste com sua filha Fausta. Maximiano, então, por causa de sua autoridade anterior, elevou Constantino à posição de augusto, dando legitimidade à eleição feita pelo exército.
Enquanto isto, a partir do leste, Galério, ao receber a notícia da morte de Valério Severo, invadiu a Itália, mas foi obrigado a recuar. Em seguida, ele nomeou Licínio como Augusto, para a província da Ilíria. O último césar, Maximino, exigiu, e recebeu também o título de augusto, para as províncias do Egito e Síria. Em Roma, Magêncio proclamou-se Imperador na Itália, e convenceu seu pai a reassumir a púrpura imperial. Deste modo, nesta época havia seis imperadores ao mesmo tempo, um estado de total confusão.
Magêncio e seu pai brigaram, e a guarda pretoriana se decidiu pelo mais jovem. Maximiano se retirou para Illiricum, foi expulso por Galério, viajou até Arles, no sul da Gália, e renunciou à púrpura a favor do seu genro, Constantino. Maximiano depois tentou se tornar de novo Imperador, e foi executado por Constantino, com Fausta, aparentemente, apoiando o marido em vez do pai.
Em 311, Galério morreu em seu palácio, em Nicomédia, comido pelos vermes, como se disse na época. Segundo H. B. Cotterill, ele parecia ter uma personalidade orgulhosa porém dinâmica, e seu reino se caracterizou por várias obras de utilidade pública, como a drenagem dos pântanos entre os rios Drave e Danúbio e a devastação de várias áreas de floresta.
Após sua morte, sobraram quatro imperadores: Maximino Daia na Ásia e Egito, Licínio no Leste Europeu, Constantino no oeste, e Magêncio como tirano da Itália e África do norte. Após várias lutas, em 324, Constantino tornou-se o único imperador.